# Pereval Tossor
Pereval Tossor (ryska: Перевал Тоссор) är ett bergspass i Kirgizistan.   Det ligger i oblastet Ysyk-Köl Oblusu, i den östra delen av landet, 250 km öster om huvudstaden Bisjkek. Pereval Tossor ligger 3 896 meter över havet.
Terrängen runt Pereval Tossor är kuperad åt sydost, men åt nordväst är den bergig. Runt Pereval Tossor är det mycket glesbefolkat, med 5 invånare per kvadratkilometer. Det finns inga samhällen i närheten. Trakten runt Pereval Tossor består i huvudsak av gräsmarker.